# Горан Мутабџија
Горан Мутабџија (Сарајево, ФНРЈ, 1962) српски универзитетски професор и доктор географских наука. Бивши је министар просвјете и културе Републике Српске.

## Биографија
Горан Мутабџија је рођен 1962. године у Сарајеву, ФНРЈ. Основну школу и Гимназију завршио је у Хаџићима. Дипломирао је 1986. године у Сарајеву на Природно-математичком факултету, одсјек за географију, а постдипломске студије из Регионалне географије завршио је 2001. године на Природно-математичком факултету у Бањој Луци. У Београду је 2008. одбранио докторат из просторног планирања на Географском факултету Београдског универзитета.
Од 1989. до 1992. радио је у Ваздухопловној војној гимназији у Мостару, а у периоду од 2002. до 2008. радио је у Дирекцији за цивилно ваздухопловство БиХ, те био представник Босне и Херцеговине у Комисији за ваздухопловну метеорологију Свјетске метеоролошке организације и радној групи за ваздухопловну метеорологију Међународне организације за цивилно ваздухопловство. Од 2000. предавач је на Филозофском факултету Пале гдје је био шеф Катедре за географију и продекан за научно-истраживачки рад. Објавио је 22 научна рада из домена ваздухопловства, просторно-функцијских односа и демографске стварности Републике Српске.
Ожењен је, отац двоје дјеце.